# El amor ajeno
El amor ajeno est une telenovela mexicaine produite par Irene Sabido pour Televisa en 1983. Les acteurs principaux de cette série sont Irma Lozano, Jorge Lavat et Úrsula Prats.

## Synopsis
Une femme réprimée[Quoi ?] tombe amoureuse d'un homme que sa meilleure amie, hautaine, hypocrite et égoïste, lui enlève.

## Distribution
- Irma Lozano : Déborah de la Serna
- Jorge Lavat : Charlie
- Úrsula Prats : Úrsula Enríquez
- Ramón Pons : Pablo Enríquez
- Bertha Moss : Sara Ruiz
- Patricia Thomas : Doris Castellanos
- Kitty de Hoyos : Susana/Ivonne
- Tony Carbajal : Oscar Enríquez
- Miguel Manzano : Jaime de la Serna
- Manuel Ojeda : Roberto Castellanos
- Manuel Capetillo : Gonzalo Durán
- Karmen Erpenbach : Elisa
- Elizabeth Aguilar : María
- Fabián : Juan Luis
- Héctor Flores : Alfredo
- Irma Porter : Margarita
- Margarita Gralia : Carla
- Antonio Ruiz : Enrico
- Arturo Benavides : Ricardo
- Rubén Bringas : Leo
- Bob Nelson : John
- Agustín López
- Antonio Miguel
- Carmen Manzano
- Rebeca Manríquez

## Prix et récompenses
| Catégorie             | Nomination     | Résultat |
| --------------------- | -------------- | -------- |
| Meilleure telenovela  | Irene Sabido   | Nommée   |
| Meilleure actrice     | Irma Lozano    | Nommée   |
| Meilleur acteur       | Jorge Lavat    | Nommé    |
| Meilleure antagoniste | Úrsula Prats   | Nommée   |
| Meilleur antagoniste  | Miguel Manzano | Nommé    |